# 670
| [ Edytuj tabelę ]          |                                   |
| Cesarz Bizancjum           | - 668 Konstantyn IV 685           |
| Cesarz Chin                | - 649 Tang Gaozong 683            |
| Król Essexu                | - 664 Sighere 683 - 664 Sebbi 694 |
| Król Franków w Neustrii    | - 658 Chlotar III 673             |
| Cesarz Japonii             | - 661 Tenji 671                   |
| Kalif                      | - 661 Mu’awija I 680              |
| Król Kentu                 | - 664 Egbert I 673                |
| Patriarcha Konstantynopola | - 669 Jan V 675                   |
| Król Longobardów           | - 662 Grimoald 671                |
| Król Mercji                | - 658 Wulfhere 675                |
| Król Nortumbrii            | - 670 Egfryt 685                  |
| Papież                     | - 657 Witalian 672                |
| Król Wizygotów             | - 649 Recceswint 672              |

Rok 670 / DCLXX
stulecia: VI wiek ~
VII wiek ~
VIII wiek

lata: 660 «
665 «
666 «
667 «
668 «
669 «
670
» 671
» 672
» 673
» 674
» 675
» 680

## Wydarzenia
- Afryka
  - w Tunezji powstało miasto Kairuan
- Azja
  - w Japonii przeprowadzono urzędowy spis ludności według rodzin
  - atak na Konstantynopol, rozszerzenie wpływów imperium arabskiego (Persja, Półwysep Arabski, Maroko)

## Urodzili się
- Heze Shenhui – chiński mistrz chan, założyciel szkoły heze (zm. 762)